# 国鉄T60形コンテナ
国鉄T60形コンテナ（こくてつT60がたコンテナ）は、日本国有鉄道（国鉄）が1967年（昭和42年）度に製造した、鉄道輸送用一種規格（11 ft）タンクコンテナである。

## 概要
1967年（昭和42年）度に鉱物油専用非クレーン取り扱いタンクコンテナとして東急車輛製造にて1個が製作された。その後1968年（昭和43年）度に7個、1970年（昭和45年）度に2個が同社にて製作された。
楕円円筒形のタンク体は、厚さ3 mmのステンレス鋼製で厚さ60 mmグラスウール断熱材で覆われておりキセ（外板）をその上に装着した。タンク体は、法規制により前後に2室に分割されており内部は前後室毎に蒸気加熱菅を装備した。寸法関係は全長3,240 mm、全幅2,300 mm、全高1,930 mm、荷重5 t、自重1.8 t、容積は4.5 m3である。
1987年（昭和62年）度に最後まで使用された2個が廃止され形式消滅した。その後日本貨物鉄道（JR貨物）にて復活使用され塗装も青色に変更されたが短期間の使用であった。